# The Red Jumpsuit Apparatus
The Red Jumpsuit Apparatus — американская рок-группа из Мидлберга, Флорида. На данный момент группа записала пять студийных альбомов.

## История группы
Школьные друзья Ронни Винтер и Дюк Киченс ещё в 2001 году планировали создать свою группу.  Название The Red Jumpsuit Apparatus получилось путём слепого выбора трёх слов из случайных слов расположенных на стене. В 2003 году Джои Вествуд и Джон Уилкс присоединились к ним и The Red Jumpsuit Apparatus была создана. В следующем году они выпустили несколько песен, чем привлекли внимание лейбла Virgin Records. Первый альбом группы Don’t You Fake It увидел свет в 2006 году. К ноябрю того же года он стал золотым. Группа стремительно набирала популярность.
В 2008 году The Red Jumpsuit Apparatus выпустила свой второй альбом Lonely Road,. Продюсером альбома был Ховард Бенсон, известный работой с такими группами, как My Chemical Romance, Daughtry, Hoobastank и The All-American Rejects. Осенью того же года в группе появляется новый гитарист Метт Кертер. В 2009 году The Red Jumpsuit Apparatus отправляются в тур в поддержку своего альбома вместе с такими группами, как Shinedown, Framing Hanley и Tickle Me Pink.
В 2018 году был выпущен альбом "The Awakening".

## Участники группы
- Ронни Винтер (Ronnie Winter): вокал
- Дюк Киченс (Duke Kitchens): гитара/пианино/бэк-вокал
- Джои Вествуд (Joey Westwood): бас-гитара/бэк-вокал
- Джон Уилкс (Jon Wilkes): барабаны/бэк-вокал
- Метт Кертер (Matt Carter): Ритм-гитара/бэк-вокал

## Дискография

### Студийные альбомы
- 2006: Don’t You Fake It
- 2009: Lonely Road
- 2011: I Am The Enemy
- 2014: 4
- 2018: The Awakening

### EP
- 2006: Ass Shaker/Justify/Face Down
- 2007: AOL Sessions Undercover
- 2008: Unplugged & Unaffected
- 2010: The Hell or High Water
- 2013: Et Tu, Brute?
- 2020: The Emergency

### Синглы
| Год  | Название              | Позиция в чарте | Позиция в чарте | Позиция в чарте | Позиция в чарте | Позиция в чарте | Альбом                |
| Год  | Название              | U.S.            | U.S. Pop        | U.S. Digital    | U.S. Alt.       | U.S. Main. Rock | Альбом                |
| ---- | --------------------- | --------------- | --------------- | --------------- | --------------- | --------------- | --------------------- |
| 2006 | «Face Down»           | 24              | 10              | 20              | 3               | 38              | Don’t You Fake It     |
| 2007 | «False Pretense»      | —               | —               | —               | 39              | —               | Don’t You Fake It     |
| 2007 | «Your Guardian Angel» | 122             | —               | —               | —               | —               | Don’t You Fake It     |
| 2008 | «You Better Pray»     | —               | —               | —               | 17              | 31              | Lonely Road           |
| 2009 | «Pen & Paper»         | 75              | —               | 46              | 32              | —               | Lonely Road           |
| 2010 | «Choke»               | —               | —               | —               | —               | —               | Hell or High Water EP |